# Adrian Shaw
Adrian "Ade" Shaw (Hampstead, Londen, 2 januari 1947) is een Brits basgitarist.
Shaw leerde zichzelf gitaar spelen aan de hand van het leerboek Play in a day. Begin jaren 70 verhuisde Shaw naar Puddleton en ging aan de slag in de belichting voor shows van de Crazy World of Arthur Brown. Ze kwamen zonder bassist te zitten en Shaw stapte de echte muziekwereld in. Hij richtte zelf Rustiv Hinge and the Provincial Swimmers op, een onbekend gebleven band.'Vervolgens werd het Magic Muscle uit Bristol en daar ontmoette hij (nog steeds jaren ’70) leden van Hawkwind en ook High Tide. Hij viel vervolgens in als Lemmy weer eens niet kon optreden. Toen de tour van Space ritual voorbij was, vertrok hij weer naar Arthur Browne. Hawkwind verslond in die dagen personeel en Shaw werd op voorspraak van Simon House (zowel Hawkwind als High Tide) ingelijfd in de twaalfde samenstelling van Hawkwind; het is dan eind 1976; hij doet dan ook mee met de opnamen voor Quark, strangeness and charm. Hij heeft geen geluk, want vlak daarna viel Hawkwind alweer uit elkaar. Het volgende album PXR5 werd pas in 1979 uitgegeven. Hawkwind had toen alweer nieuw personeel. Hij speelde bij Atomic Rooster, Keith Christmas, Country Joe McDonald en vanaf 1991 in The Deviants en Bevis Frond, alwaar ook Andy Ward, dan ex-Camel speelt. Ook speelt hij voor zeer korte tijd bij Nik Turner. In 2009 vond er een reünie plaats van Hawklords en speelde Shaw mee in de concertreeks in 2011, samen met Nik Turner, Ron Tree, Steve Swindells, Harvey Bainbridge, Alan Davey, Danny Thompson en Jerry Richards (allemaal ex-Hawkwindleden). 
Adrian zoon Aaron speelt toetsinstrumenten.

## Discografie
- 1977: Hawkwind: Quark, strangeness and charm
- 1979: Hawkwind: PXR5
- 1991: Magic Muscle: Gulp!
- 1994: Beavis Frond: Sprawl
- 1995: Beavis Frond: Superseeder
- 1995: soloalbum: Tea for the hydra
- 1997; soloalbum: Displaced person
- 1998: Beavis Frond: Valedictory songs
- 1998: Beavis Frond: Live at the great American Music Hall
- 1999: soloalbum: Head cleaner
- 1999: Country Joe McDonald & The Bevis Frond: Eat flowers and kiss babies
- 2002:What did for the dinosaurs?